# Elettaria longituba
Elettaria longituba är en enhjärtbladig växtart som först beskrevs av Henry Nicholas Ridley, och fick sitt nu gällande namn av Richard Eric Holttum. Elettaria longituba ingår i släktet Elettaria och familjen Zingiberaceae. Inga underarter finns listade i Catalogue of Life.